# Ben Feleo
Ben Feleo (* 1925 auf den Philippinen; † 21. September 2011, Marikina City, Metro Manila, Luzon, Philippinen) war ein philippinischer Drehbuchautor und Regisseur.

## Leben
Feleo begann zunächst als Drehbuchautor in der philippinischen Filmwirtschaft und gab sein Debüt 1959 mit dem Drehbuch für Kahapon lamang. In den folgenden Jahrzehnten verfasste er die Drehbücher für über 70 weitere Filme wie zuletzt 2002 für Home Alone da Riber.
Mitte der 1960er Jahre fing er dann auch seine Arbeit als Regisseur an und inszenierte 1966 mit Target: Sexy Rose seinen ersten eigenen Film, dem fast fünfzig weitere Filme folgte wie zuletzt 2002 D’Uragons. In seinen Filmen wirkten zahlreiche namhafte philippinische Schauspieler wie der sogenannte „King of Comedy“ Dolphy, der Rapper Andrew E. oder der Komiker Jimmy Santos mit. 1994 hatte er seinen einzigen Auftritt als Schauspieler in dem Film Ikaw ang Miss Universe ng buhay ko.
Feleo war mit der Schauspielerin Zeny Zabala verheiratet, die zweimal für den Filipino Academy of Movie Arts and Sciences Award (FAMAS Award) nominiert war. Ihr gemeinsamer Sohn war der Schauspieler und Drehbuchautor Johnny Delgado, der wiederum mit der Schauspielerin und Regisseurin Laurice Guillen verheiratet war. Aus deren Ehe stammten die Töchter Ana Feleo und Irina Feleo, die beide ebenfalls Schauspielerinnen sind.

## Filmografie (Auswahl)

### Drehbuchautor
- 1963: Tres kantos
- 1964: Bilis at tapang
- 1967: Let’s Go Merry Go Round
- 1968: Ang banal, ang ganid, at ang pusakal
- 1972: Itik-Itik
- 1989: Everlasting Love
- 1992: Alabang Girls

### Regisseur
- 1968: Daredevil
- 1973: Kasing-kasing ko
- 1989: One two bato three four bapor
- 1994: Pinagbiyak na bunga
- 2001: 2001 Weyt a minit, kapeng mainit